# Chabad Lubavič

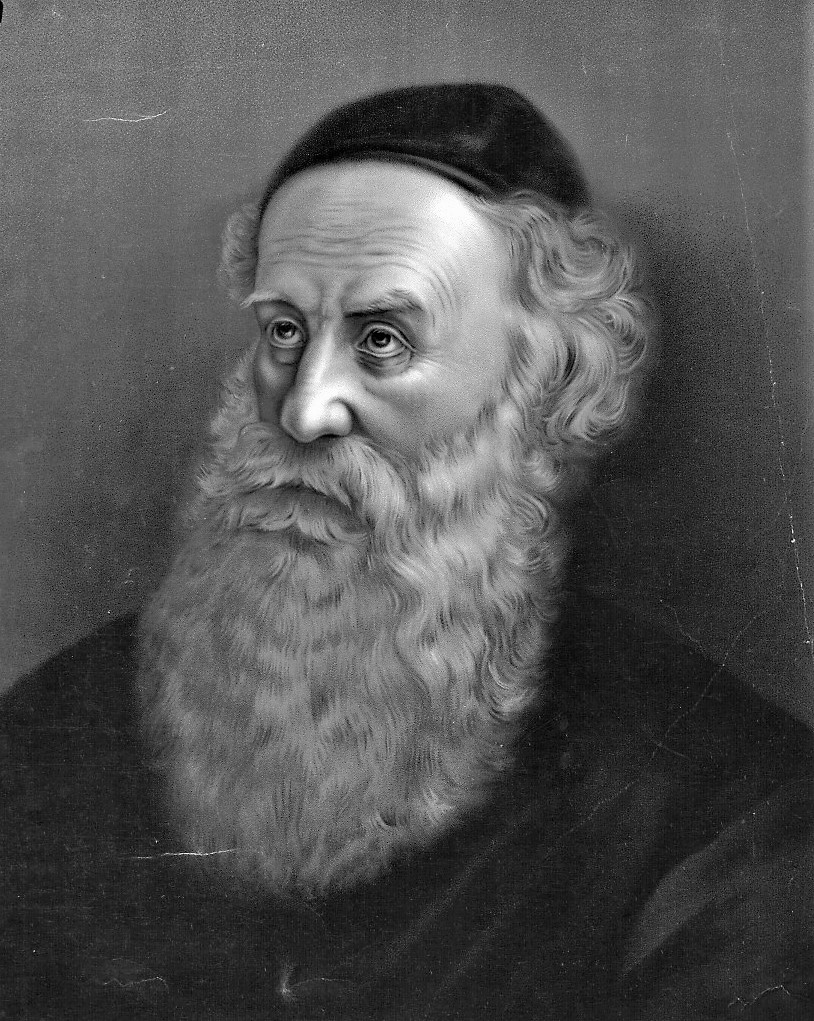
Šneur Zalman z Ljady, zakladatel hnutí Chabad

Hnutí Chabad Lubavič (známé též jako Chabad – hebrejsky חב״ד‎ nebo též lubavič(en)ské hnutí podle běloruského městečka Ljubavičy, v němž studoval a žil zakladatel hnutí, rebe Šneur Zalman, a v němž bylo středisko hnutí až do roku 1915) je jednou z největších větví chasidského judaismu a jedním z nejvýznamnějších ortodoxních židovských hnutí na celém světě a především pak v USA a v Izraeli.

## Historie
Název hnutí Chabad (hebrejsky חב״ד‎) je hebrejský akronym skládající se ze slov חָכְמָה, בִּינָה, דַּעַת (Chochma, Bina a Da'at), což jsou jména tří horních sefír, které lze do češtiny přeložit přibližně jako „Moudrost“, „Pochopení“ a „Poznání“.
Zakladatelem hnutí byl rabín Šneur Zalman z Ljady (1745–1812), neboli Alter Rebe. Po něm se stal hlavním rabínem neboli Rebem hnutí vždy někdo z jeho potomků v přímé linii. Druhým Rebem se tak stal rabi DovBer Schneuri (1773–1827), třetím Rebem byl rabi Menachem Mendel Schneersohn (1789–1866), známý též jako Cemach Cedek, čtvrtým Rebem se stal rabi Šmuel Schneersohn (1834–1882), pátým byl rabi Šalom DovBer Schneersohn (1860–1920) a šestým se stal rabi Josef Jicchak Schneersohn (1880–1950), po své smrti nazývaný jako Frierdiker Rebe (Dřívější Rebe). Od roku 1950 se vůdcem lubavičských chasidů stal rabín Menachem Mendel Schneerson (1902–1994), který byl mnohými členy hnutí pokládán za Mesiáše. Po jeho smrti nebyl zvolen nástupce a v hnutí došlo k rozkolu v souvislosti s otevřeným mesianismem části jeho příslušníků. Navzdory této situaci se hnutí dále rozrůstá a v současné době se odhaduje, že má na 1400 zařízení v 35 státech a přes 200 tisíc členů.

### Lubavičtí chasidé v České republice
Od roku 2020 konají i veřejné akce a oslavy svátků v Praze.